# Streetwalkers
Die Streetwalkers waren eine englische Rock & Bluesband, die von den ehemaligen Family-Mitgliedern und Songschreibern Roger Chapman und John „Charlie“ Whitney gegründet wurden. Nach Auflösung der Band Family 1973 gründeten sie im gleichen Jahr das Duo Chapman-Whitney und veröffentlichten 1974 das Album Streetwalkers. Der Albumtitel Streetwalkers wurde schließlich der Bandname ihres neuen Musikprojektes. Mit wechselnden Musikerbesetzungen, deren fester Bestandteil Roger Chapman (Gesang), John „Charlie“ Whitney (Gitarre) und Bobby Tench (Keyboard, Gitarre) waren, existierten die Streetwalkers bis 1978 und veröffentlichten bis zu ihrer Auflösung drei weitere Studioalben.

## Geschichte
Wenige Monate nach der Auflösung der Band Family, im Winter 1973/1974, wurde das Album Streetwalkers des Duos Chapman and Whitney fertiggestellt. Verschiedene befreundete Musiker halfen bei der Produktion als Studiomusiker aus. Darunter waren auch die ehemaligen Family-Mitglieder John Wetton (auch King Crimson), Ric Grech, Jim Cregan und Poli Palmer, sowie die King Crimson Musiker Mike Giles, Boz Burrell, Ian Wallace und Mel Collins. Das Album Streetwalkers wurde im Mai 1974 veröffentlicht und die Single Roxianna/Crack im folgenden Juni ausgekoppelt. Die Musikmixtur aus klassischem Rock und Balladen unterschied sich deutlich vom typischen Family-Sound, so der Musikkritiker Patrick Little. Ihr Songwriting habe mehr an Tiefe und Qualität gewonnen, verglichen mit Chapmans und Whitneys Ursprungsband.
Die anschließende Tourband bestand aus Bobby Tench (Gitarre), Jonathan Plotel (Bass) und Nicko McBrain (Schlagzeug). In dieser Besetzung traten sie auch am 25. März 1975 prestigeträchtig im Rockpalast auf, allerdings wechselten die Begleitmusiker, bis auf Bobby Tench, mehrmals zwischen den Auftritten, Touren und den drei folgenden Alben.
Im Oktober 1974 veröffentlichten sie als Streetwalkers das Album Downtown Flyers und tourten durch Großbritannien und Kontinentaleuropa, was ihren Bekanntheitsgrad erhöhte. Raingame/Miller wurde als Single veröffentlicht. Der erhoffte Erfolg in den USA blieb allerdings aus, während in Europa ein moderates Interesse an ihrer Musik bestehen blieb.
Die Band brachte im Mai 1976 ihr nächstes Album Red Card heraus. Die Tour Who Put The Boot In führte sie durch die Niederlande und hauptsächlich durch Großbritannien, da Chapman und Whitney als ehemalige Family-Musiker dort einen hohen Bekanntheitsgrad in der Rockszene hatten und diesen Rückenwind für sich nutzen wollten. Einen Höhepunkt dieser Tour hatten sie mit ihrem Stadionauftritt am 31. Mai in London auf dem Charlton Festival. Dort traten sie neben der Alex Harvey Band, den Little Feat und anderen Künstlern als vorletzter Act vor The Who auf. Für Chapman ist Red Card das beste Album der Streetwalkers. Da Chapman und Whitney einen dichteren Rhythmus wünschten (“we wanted a tighter rhythm section”), wurde der Schlagzeuger Nicko McBrain gegen David Dowle ausgetauscht, sowie ein neuer Bassist (Michael Feat) und der Keyboarder Brian Johnstone engagiert. Die Streetwalkers tourten beständig, was jedoch am 19. Dezember 1976 mit einem Fußbruch Roger Chapmans beim Fall von der Bühne vorläufig endete. Das Konzert brachte er jedoch zu Ende.
Im Januar 1977 veröffentlichten die Streetwalkers ihr letztes Studioalbum: Vicious But Fair. Mit diesem Album, so Roger Chapman, haben die Streetwalkers ihre Seele verkauft. Musikstile von Stevie Wonder und Litte Feat wurden kopiert, um mehr dem amerikanischen Musikgeschmack zu entsprechen („I told Charlie it was a serious mistake, trying to copy other people again.“). Außerdem hatte ihr Musiklabel Vertigo kein weiteres Interesse mehr an Streetwalkers klassischer Rockmusik und änderte aus kommerziellen Gründen ihre Veröffentlichungsstrategie, hin zu der immer erfolgreicher werdenden Punk- und New-Wave-Musik. Am 19. April 1977 hatten sie schließlich ihren letzten Auftritt in Deutschland im Rockpalast. Die anfängliche Euphorie der Streetwalkers, sich als Rockband in Europa zu etablieren, verschwand zunehmend, finanzielle Schwierigkeiten und Missmanagement taten ihr Übriges. Ende 1977 löste sich die Band auf und die elfjährige musikalische Zusammenarbeit zwischen Whitney und Chapman zerbrach endgültig. Sie blieben dennoch Freunde.
Der Musikkritiker John Dougan bezeichnete Streetwalkers als eine gute, jedoch nicht großartige Band. Sie brachten mit Red Card ein außergewöhnliches Album heraus, hätten allerdings einen unbeständigen Musikstil. Whitneys Gitarrenspiel imitiere außerdem zu stark Jeff Becks Art zu spielen, und Chapmans übertriebene Sexlyrik wirke unglaubwürdig, da er als mittelalter Mann glaube, bei viel jüngeren Frauen anzukommen („middle-aged man … thinks … he’s still big with much younger chicks“).
Roger Chapman startete nach der Auflösung der Band eine erfolgreiche Solokarriere und hat bis heute viele Fans in Deutschland. Die Bandmitglieder Johnstone und Dowle schlossen sich Whitesnake an, Tench und Feat gingen zu Van Morrison. „Charlie“ Whitney gründete mit Ex-Family-Mitglied Rob Townsend und Eddie Hardin Axis Point.

## Diskografie

### Alben

#### Chapman-Whitney – Streetwalkers (1974) (Reprise Records)
Das Album Streetwalkers ist eine Mischung aus klassischen Hard Rock, Blues, Funk und Jazz. Die Songs Roxianna und Showbiz Joe sind stark am New Orleans Jazz orientiert und führen das „Amerika-Feeling“ von Familys letzten Album fort. Systematic Stealth ist eine Liebesballade, und das rocklastige Creature Feature demonstriert die Stimmbreite und ungewöhnliche Stimme Roger Chapmans. Für Patrick Little sind die Songs Parisienne High Heels und Hangman die energiegeladensten Stücke mit düsteren Themen von Prostitution und Tod. Die Fans gaben auf Allmusic 4 von 5 Sternen, während Allmusic nur 3 von 5 Sternen vergab.  Alle Songs wurden von Chapman/Whitney komponiert.
01 Parisienne High Heals 4:04
02 Roxianna 3:46
03 Systematic Stealth 2:24
04 Call Ya 6:32
05 Creature Feature 4:14
06 Sue And Betty Jean 5:08
07 Showbiz Joe 4:07
08 Just Four Men 2:50
09 Tokyo Rose 2:26 1
0 Hangman 4:44
Musiker:
Gesang, Percussion – Roger Chapman
Gitarre, Steel-Gitarre – Charlie Whitney
Strings Arrangement – Del Newman
Hintergrundgesang – Jim Cregan, John Wetton, Linda Lewis, Tim Hinkley
Bass – John Wetton, Ric Grech
Congas – Godfrey McLean
Schlagzeug – Ian Wallace, Mike Giles
Gitarre – Neil Hubbard
Keyboards – Max Middleton, Tim Hinkley
Vibraphone [Electric Vibes] – Poli Palmer

#### Streetwalkers – Downtown Flyers (1975) (Vertigo)
Downtown Flyers ist das erste Album des Duos Chapman/Whitney unter dem Bandnamen Streetwalkers. In den USA erschien es unter dem Namen Streetwalkers, da ihre erste Veröffentlichung dort nicht wahrgenommen wurde. Der erste Titel Downtown Flyers ist ein funkiges Musikstück, in welchem ein Mensch aus der Arbeiterklasse beschrieben wird. Das Stück wird von Bobby Tench und Roger Chapman gesungen. Toenail Draggin’ ist in einem dichten Doppel-Gitarrensound gehalten und enthält zusätzlich Whitneys Slide-Gitarre. Thematisch beschäftigt sich der Song mit der Haltung zum Tod und dem Prozess des Sterbens. Die dritte Strophe ist ein auffälliger A-cappella-Teil. Das Musikstück Raingame ist, ähnlich wie Led Zeppelins Gitarrensound, mit einer 12-saitigen Gitarre im Hard-Rock-Stil gespielt. Miller ist eine ruhige Ballade, die von Poli Palmers Synthesizer begleitet wird. Crawfish enthält Anleihen aus dem Progressive-Rock und dem New-Orleans-Blues. Walking on Waters ist ein Song, der sich mit Wunschträumen beschäftigt. Gypsy Moon ist ein ruhiges, mit Akustikgitarre gespieltes Musikstück. Burn It Down ist ein im Mid-Tempo gehaltenes Musikstück, das sinnloses Sterben anprangert. Der letzte Song Ace O’Spades ist ein klassischer Akustik-Bluessong.
01 Downtown Flyers (Trench/Chapman) 3:57
02 Toenail Draggin’(Chapman/Whitney) 4:17
03 Raingame (Chapman/Whitney) 3:01
04 Miller (Chapman/Whitney) 3:54
05 Crawfish (Weisman/Wise) 4:31
06 Walking On Waters (Chapman/Whitney) 5:57
07 Gypsy Moon (Chapman/Whitney) 4:40
08 Burn It Down (Chapman/Whitney) 5:00
09 Ace O’Spades (Chapman/Whitney) 5:35
Musiker:
Gesang, Percussion – Roger Chapman
Gitarre, Steel-Gitarre – Charlie Whitney
E-Gitarre/Akustikgitarre Gesang – Bobby Tench
Bass, Hintergrundgesang – Jonathan Plotel
Schlagzeug, Percussion – Nicko Keyboards – Max Middleton (tracks: 6, 7), Pete Wingfield (track: 8)
Synthesizer – Poli Palmer (tracks: 4, 5, 8)

#### Red Card (1976) (Vertigo)
Die Musikkritik lobte dieses Album als ihr bestes. John Dougan von Allmusic bemerkte, dass dieses Album ein paar Jahre früher eins als der besten Family-Alben gegolten hätte. Robert Christgau findet gar, das dieses Album uns eines Besseren belehre: Der Hard Rock sei weiter lebensfähig. Auf Allmusic gab es von den Kritikern und den Fans jeweils 4,5 von 5 Sternen. Die acht Titel bieten klassischen Blues, Hard Rock und Funk.
01 Run For Cover (Chapman/Whitney) 5:46
02 Me An' Me Horse An' Me Rum (Chapman/Whitney) 4:03
03 Crazy Charade (Chapman/Whitney) 5:27
04 Daddy Rolling Stone (Blackwell) 3:11
05 Roll Up Roll Up (Chapman/Whitney) 3:27
06 Between Us (Chapman/Whitney) 3:47
07 Shotgun Messiah (Tench/Chapman/Whitney) 4:48
08 Decadence Code (Chapman/Whitney) 6:38
09 Hole In Your Pocket (US Bonustrack) 3:37
Musiker:
Gesang, Percussion – Roger Chapman
Gitarre, Steel-Gitarre – Charlie Whitney
E-Gitarre/Keyboard/Percussion/Gesang – Bobby Tench
Bass, Hintergrundgesang – Jonathan Plotel
Schlagzeug, Percussion – Nicko
Streicher-Arrangement – Wilf Gibson
Choir – Uncle Al's Pals Choir

#### Vicious But Fair (1977) (Vertigo)
Vicious But Fair (deutsch: Bösartig, aber fair) ist das letzte Album der Streetwalkers. Es wird im Allgemeinen als die schwächste Veröffentlichung angesehen. Chapman bezeichnete diese Arbeit gar als musikalischen Identitätsverlust, weil andere Künstler und Stile kopiert wurden, anstatt auf eigene Konzepte zu vertrauen („The band lost their identity, which was a shame“). Das Album setzte etwas stärker auf die Keyboard-Unterstützung von Brian Johnstone, der als „Full-Time-Keyboardist“ engagiert wurde. Musikalisch setzen die Streetwalkers wie bei ihren Vorgängeralben auf Funk, Blues und Rock mit breiter Instrumentierung (Sax, Strings, Keyboard, Elektro- und Akustikgitarre).
01 Can't Come In (Trench/Chapman) 3:59
02 But You're Beautiful (Chapman/Whitney) 3:53
03 Chilli-Con-Carne (Beginning) (Chapman/Whitney) 3:53
04 Cross Time Woman (Chapman/Whitney) 5:13
05 Belle Star (Whitney) (Chapman/Whitney) 3:12
06 Sam (Maybe He Can Come To Some Arrangement) (Tench/Chapman/Whitney) 5:44
07 Mama Was Mad (Chapman/Whitney) 4:11
08 Dice Man (Chapman/Whitney) 9:23
Musiker:
Gesang, Percussion – Roger Chapman
Gitarre, Steel-Gitarre – Charlie Whitney
E-Gitarre/Keyboard/Percussion/Gesang – Bobby Tench
Strings Arrangement – Wilf Gibson
Bass/Gesang – Michael Feat
Schlagzeug/Percussion – David Dowle
Horn/Saxophon – Mel Collins
Keyboard/Gesang – Brian Johnstone

### Livealben
Streetwalkers – Live (Vertigo), 1977
Chapman-Whitney Streetwalkers – BBC Radio 1 Live In Concert (Windsong International), 1994
Streetwalkers – Rip It Up At The DeMontfort (Mystic Records) Recorded on 25th February 1977, 2013
Streetwalkers – Streetwalkers Live At Rockpalast (Repertoire Records), 2013

### Singles (Auswahl)
- Roxianna/Crack, 'Reprise K14357 (1974)' vom Chapman-Whitney Streetwalkers Album
- Raingame/Miller, Vertigo 6059 130 (1975) vom Downtown Flyers Album
- Daddy Rolling Stone/Hole In Your Pocket, Vertigo 6059 144 (1976) vom Red Card Album
- Chilli Con Carne/But You're Beautiful, Vertigo Europe (1977) vom Vicious But Fair Album